# Ле-Каммаз
Ле-Камма́з (фр. Les Cammazes, окс. Les Capmases) — коммуна во Франции, находится в регионе Юг — Пиренеи. Департамент — Тарн. Входит в состав кантона Ла-Монтань-Нуар. Округ коммуны — Кастр.
Код INSEE коммуны — 81055.

## География
Коммуна расположена приблизительно в 610 км к югу от Парижа, в 60 км юго-восточнее Тулузы, в 60 км к югу от Альби.
По территории коммуны протекает река Сор и проходит Южный канал.

## Климат
Климат умеренно-океанический. Зима мягкая и дождливая, лето жаркое с частыми грозами. Ветры довольно редки.

## Население
Население коммуны на 2010 год составляло 298 человек.
| 1962 | 1968 | 1975 | 1982 | 1990 | 1999 | 2010 |
| ---- | ---- | ---- | ---- | ---- | ---- | ---- |
| 262  | 213  | 201  | 174  | 179  | 211  | 298  |

## Администрация
| Период | Период | Фамилия       | Партия | Примечания |
| ------ | ------ | ------------- | ------ | ---------- |
| 2001   | 2014   | Жак Альбарель |        |            |
| 2014   | 2020   | Ален Мари     |        |            |

## Экономика
В 2007 году среди 187 человек в трудоспособном возрасте (15—64 лет) 136 были экономически активными, 51 — неактивными (показатель активности — 72,7 %, в 1999 году было 70,1 %). Из 136 активных работали 118 человек (71 мужчина и 47 женщин), безработных было 18 (9 мужчин и 9 женщин). Среди 51 неактивных 13 человек были учениками или студентами, 21 — пенсионерами, 17 были неактивными по другим причинам.

## Достопримечательности
- Туннель Каммаз на Южном канале (XVII век). Исторический памятник с 1997 года.[4]

## Фотогалерея

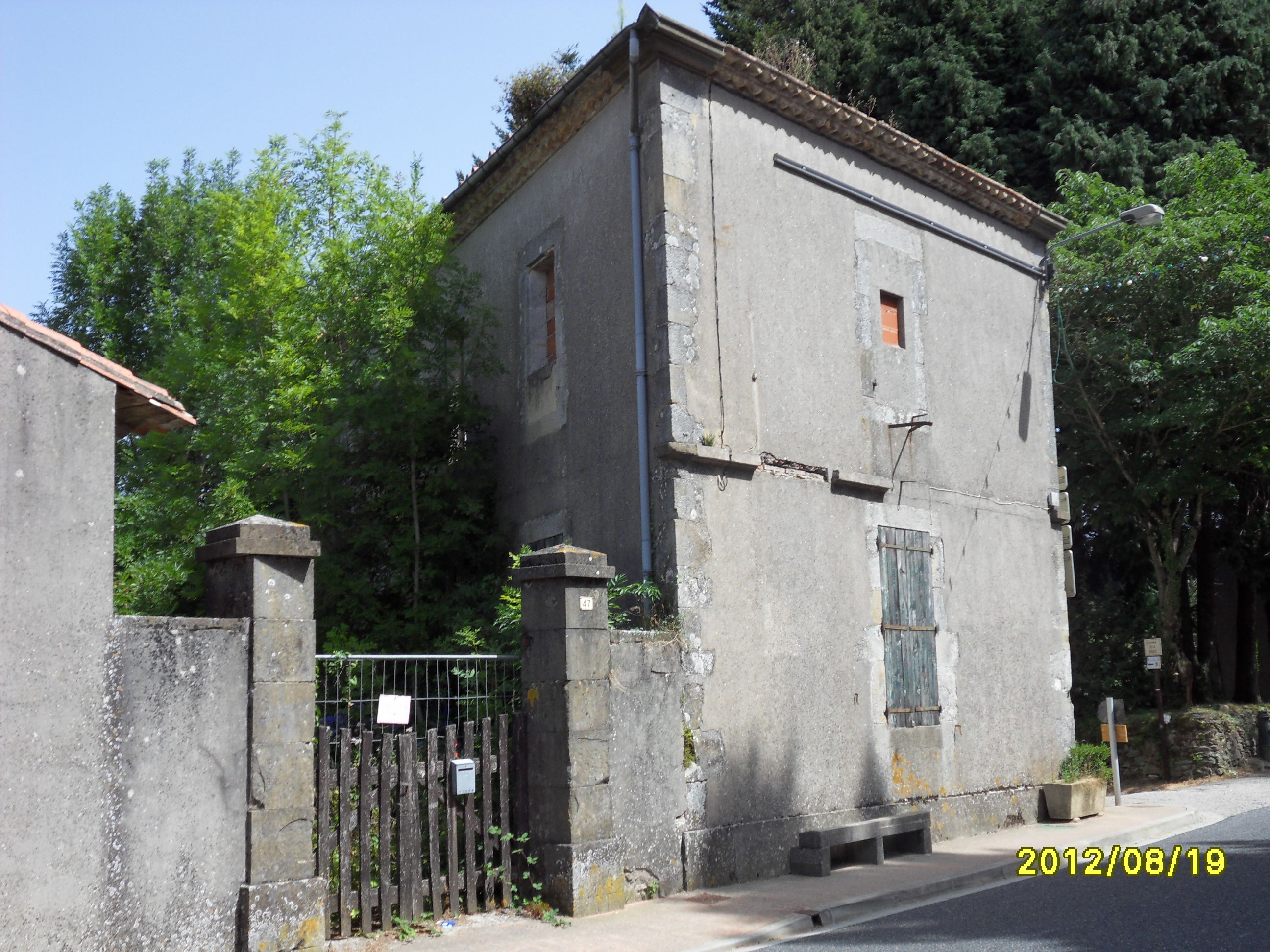
Дом Гар-де-ла-Вут
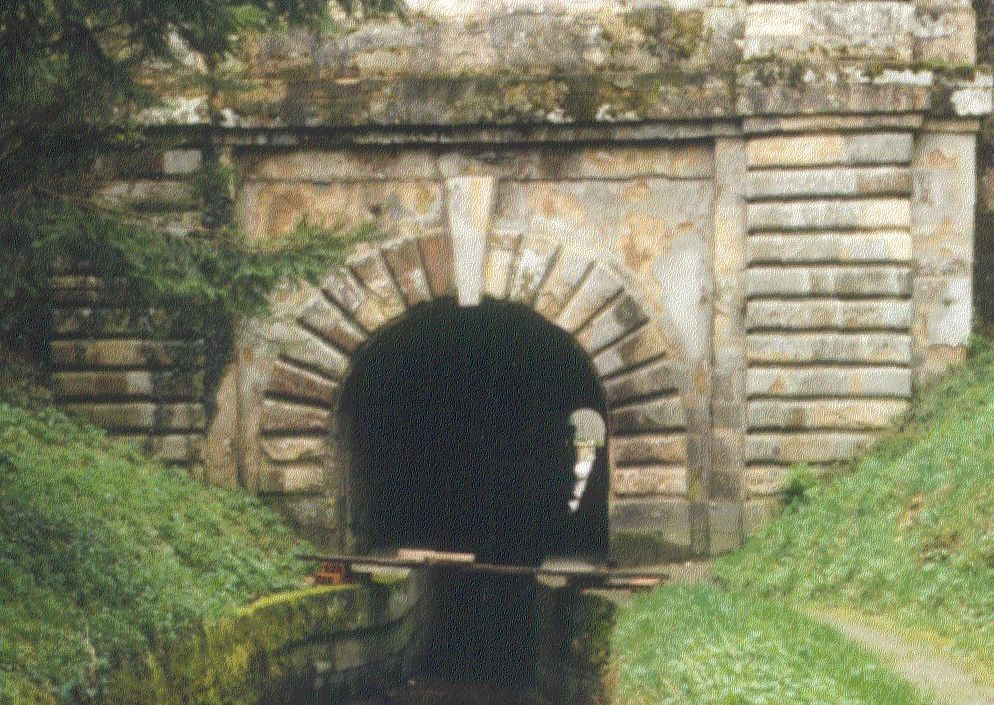
Туннель Каммаз
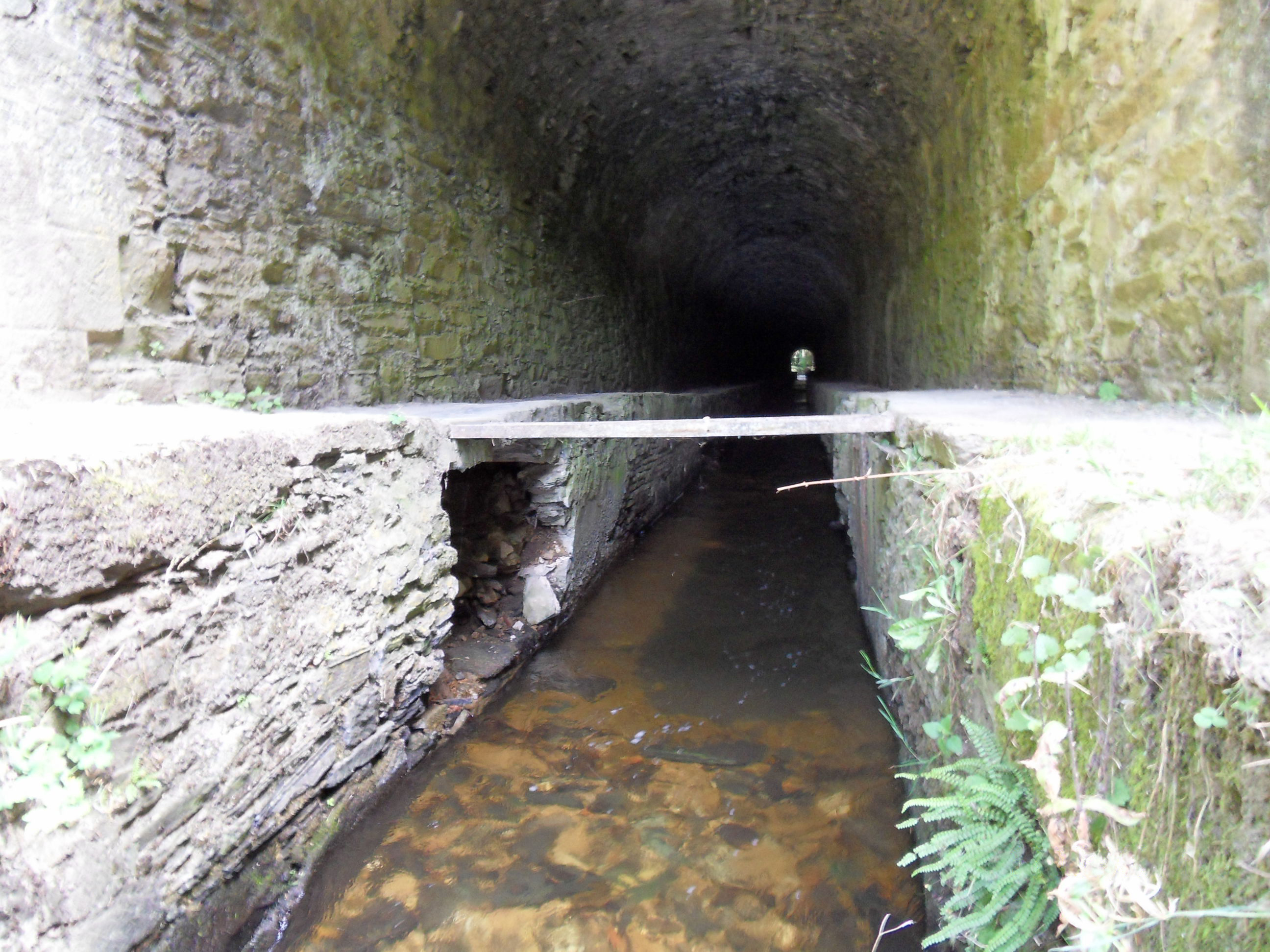
Туннель Каммаз
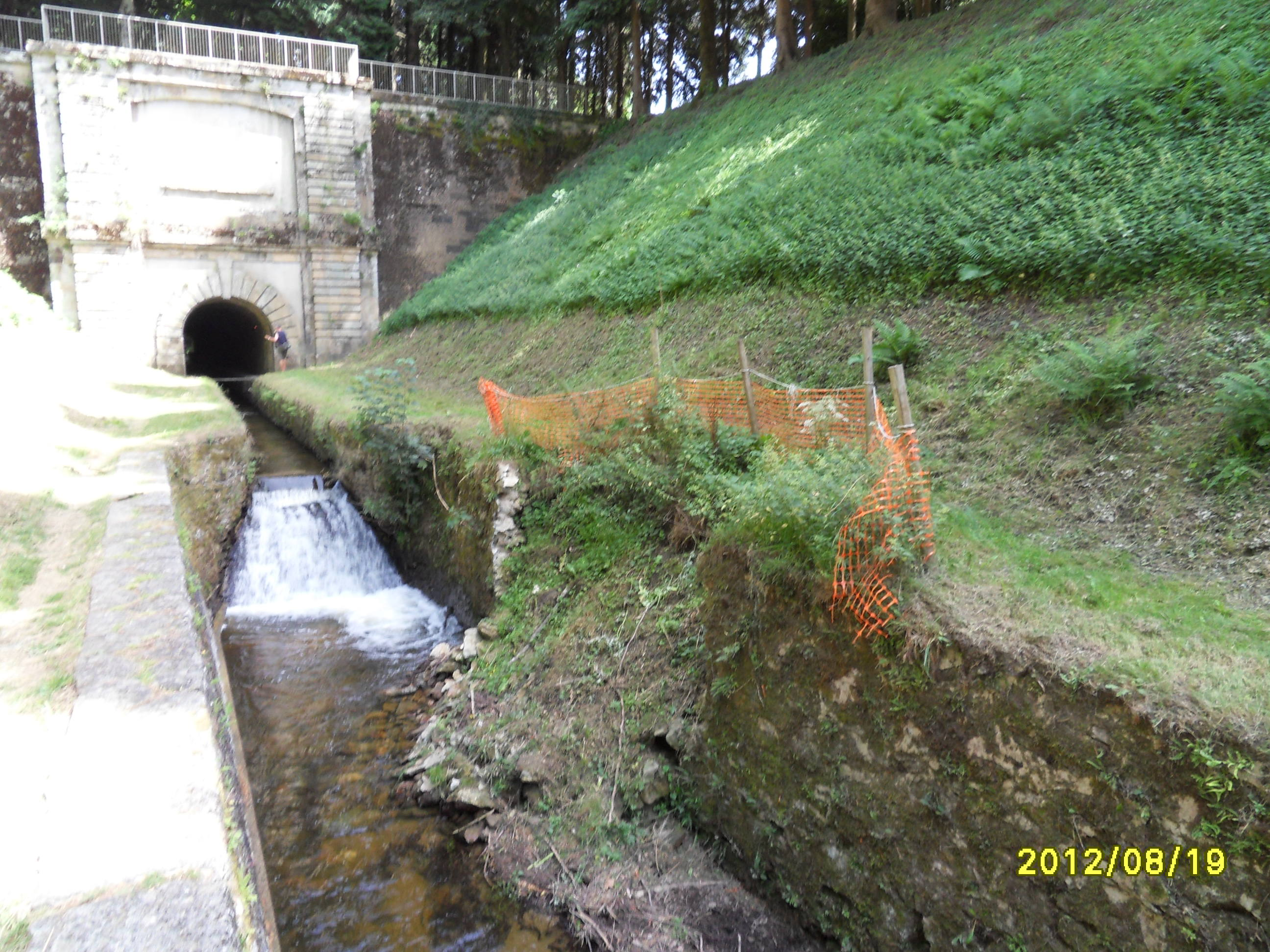
Туннель Каммаз
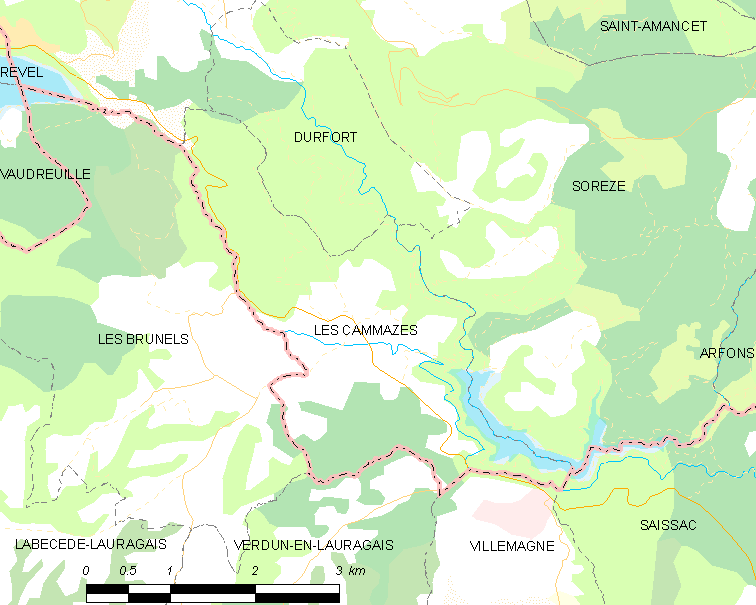
Карта коммуны